# Качаево
Качаево — деревня в Даниловском районе Ярославской области. Входит в состав Середского сельского поселения, относится к Смеловскому сельскому округу.

## География
Расположена близ берега реки Соть в 28 км на север от центра поселения села Середа и в 24 км на юго-восток от райцентра города Данилова. В ней находится церковь и кладбище, деревня находится на возвышенности. В деревне находится одна улица - Зелёная.

## История
Каменный храм в селе с ярусной колокольней был построен в 1775 году на средства прихожан. Престолов было три: во имя Тихвинской иконы Божией Матери; во имя святителей Петра, Алексея, Ионы, Филиппа и Ермогена, Московских и всея Руси чудотворцев; во имя святителя Николая, архиепископа Мир Ликийских, чудотворца. 
"И село и церковь расположены на возвышенности. Церковь смотрела на церковь, расположенную через реку в усадьбе Помясово. Они составляли единый архитектурный ансамбль. К сожалению, церковь в сельце Помясово, принадлежащее дворянам Полозовым, разрушена. При церкви располагалась одноклассная церковно-приходская школа, при школе народная бесплатная библиотека."

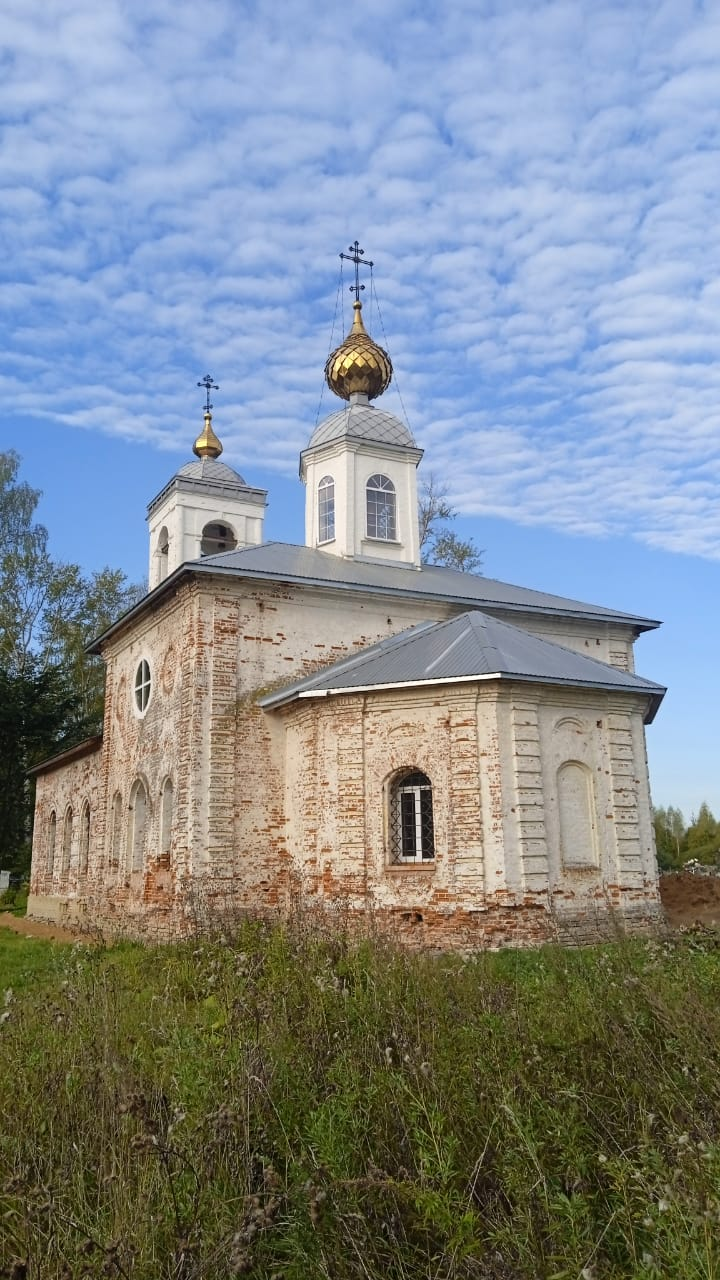
Церковь Тихвинской Божией Матери(1775г.) деревня Качаево

В 1877 году произошел пожар, в результате которого село практически полностью сгорело. 
 "Благочинный, Даниловского уезда, церкви села Середы, свящ. Василий Добротин, рапортом от 29 апреля сего года за № 68, донес, что 26 апреля в 8 часов утра в селе Качаеве произошел пожар, которым истреблены следующие строения, принадлежащие церкви и местным священноцерковнослужителям:
1) церковный дом, занимаемый священником, застрахованный в земстве в 1000 руб.;
2) два сарая, овин, баня и погреб, принадлежащие священнику;
3) дом заштатного псаломщика, в котором проживал псаломщик Александр Успенский;
4) дом вдовой попадьи Серафимы Соловьевой, сарай и житница с хлебом, принадлежащие ей же Соловьевой и
5) келья престарелых сирот Алексеевых.
Убытка понесено от пожара: священником на 350 рублей, псаломщиком на 250 рублей, вдовою Соловьевою на 300 рублей и сиротами Алексеевыми на 75 рублей.
Благочинный, протоиерей Александр Красносельский донес епархиальному начальству, что 19 июля в 5 часов пополудни пожар, начавшийся во дворе священника Мологского Афанасиевского женского монастыря Александра Торопова, истребил все его строения, а именно: двор, дом, баню, погреб и житницу с хлебом. Сгорела лошадь, вся сбруя и упряжь летняя и зимняя и все имущество и домашнее обзаведение. Причина пожара неизвестна. Дом застрахован в 600 руб."
В конце XIX — начале XX века село входило в состав Осецкой волости (позже — Раменской волости) Любимского уезда Ярославской губернии. 
В 1919 году в деревне Качаево укрывался от советской власти участник Зелёного движения —  Василий Ленков.
С 1929 года село входило в состав Яковлевского сельсовета Даниловского района, с 1954 года — в составе Марьинского сельсовета, в 1980-е годы — в составе Смеловского сельсовета, с 2005 года — в составе Середского сельского поселения.
В 2018 году ранее разрушенную Церковь Тихвинской иконы Божией Матери начали процесс восстановления.

## Население
| 1859 | 2002 | 2007 | 2010 |
| ---- | ---- | ---- | ---- |
| 74   | ↘5   | ↘3   | ↘2   |

## Достопримечательности
В деревне расположена Церковь Тихвинской иконы Божией Матери (1775).